# Hakkâri (district)
Hakkâri is een Turks district in de provincie Hakkâri en telt 77.926 inwoners (2007). Het district heeft een oppervlakte van 2237,2 km². Hoofdplaats is Hakkâri.
De bevolkingsontwikkeling van het district is weergegeven in onderstaande tabel.
| 1997   | 2000   | 2007   |
| ------ | ------ | ------ |
| 71.640 | 77.532 | 77.926 |